# 엔리케 머시아노
엔리케 머시아노(Enrique Murciano, 1973년 7월 9일 ~ )는 미국의 배우이다.

## 출연 작품

### 영화
- 스피드 2 (1997)
- 트래픽 (2000)
- 블랙 호크 다운 (2001)
- 미스 에이전트 2 (2005)
- 로스트 시티 (2005)
- 혹성탈출: 반격의 서막 (2014)
- 나는 사랑과 시간과 죽음을 만났다 (2016)
- 레이디스 나잇 (2017)
- 브라이트 (2017)
- 반쪽의 이야기 (2020) - 디컨 플로레스 역
- 신부의 아버지 (2022)

### 텔레비전
- 프리텐더 제로드 (1999)
- 스타 트렉: 엔터프라이즈 (2002)
- 위드아웃 어 트레이스 (2002-09)
- CSI: 과학수사대 (2009, 2012)
- 고스트 & 크라임 (2011)
- NCIS (2011-12)
- 666 파크 애비뉴 (2012)
- 파워 (2014-16)
- 블러드라인 (2015-17)
- 블랙리스트 (2017)
- 나이트 에이전트 (2023)